# Comuna Verhnea Tersa, Huleaipole
Verhnea Tersa (în ucraineană Верхня Терса) este o comună în raionul Huleaipole, regiunea Zaporijjea, Ucraina, formată din satele Hirke, Krînîcine, Țvitkove și Verhnea Tersa (reședința).

## Demografie
Componența lingvistică a comunei Verhnea Tersa
     Ucraineană (91,91%)
     Rusă (3,91%)
     Alte limbi (0,45%)
Conform recensământului din 2001, majoritatea populației comunei Verhnea Tersa era vorbitoare de ucraineană (91,91%), existând în minoritate și vorbitori de rusă (3,91%) și armeană (3,27%).